# Laszlo Carreidas
Laszlo Carreidas, fiktiv miljardär i tintinalbumet Plan 714 till Sydney. Carreidas är en stenrik flygplanskonstruktör och industrimagnat, som är känd som mannen som aldrig skrattar. Hans anspråkslösa yttre får kapten Haddock att anta att han är en stackars luffare och han ger honom en allmosa. Bland Carreidas många bolag återfinns till exempel Carreidas flygplan, petrokemi, elektronik, Sani-Cola med mer. Carreidas snålhet och usla humör har en verklig förebild – industrimannen Marcel Dassault, som var ökänd för sin snålhet och sitt buttra sätt.
Läsaren möter Lazlo Carreidas i Plan 714 till Sydney där han är på väg till en astronautkongress i Sydney och möter Tintin och hans vänner på en flygplats i Djakarta. Carreidas brister nästan genast ut i ett okontrollerat skratt då professor Kalkyl tar bort kapten Haddocks allmosa, vilken olyckligt fastnat i Carreidas hatt. Hatten är för övrigt en gammal Bross & Clackwell av förkrigsmodell.
Carreidas är en självupptagen och osympatisk man, som kör med sina anställda och sin omgivning. Han anser sig själv vara de ondas genius. Efter att Doktor Krollspell injicerat sanningsserum på Carreidas berättar han om några av de gånger han lurat folk. Han tävlar där med Rastapopoulos om vem som är ondast. Det visar sig där att Carriedas och Rastapopoulos egentligen är ganska lika varandra.
Ett av Carreidas nöje är att ombord på sitt flygplan fuska i Sänka skepp genom en TV-anläggning där han ser motståndarens spelplan. När albumet slutar är han, trots allehanda strapatser, oförändrat självisk.